# Lacerdópolis
Lacerdópolis là một đô thị thuộc bang Santa Catarina, Brasil. Đô thị này có diện tích 68,453 km², dân số năm 2007 là 2190 người, mật độ 32,8 người/km².